# Rödfody
Rödfody (Foudia madagascariensis) är en tätting i familjen vävare. Den förekommer ursprungligen på Madagaskar men har införts till en rad områden världen över.

## Utseende
Rödfodyn är en 12,5 centimeter lång fågel, omisskännlig i hanens lysande röda fjäderdräkt. Hanen har vidare svarta teckningar runt ögonen och olivbruna stjärt och vingar. Honan är olivbrun ovan och gråbrun under

## Läten
Sången är ljus och drillande, "trrr tree tree", ibland med inslag av korta och hesa fraser. Från hanen hörs ljudliga "seer" under uppvaktningen och honan bjuder in till kopulering med ett "tsip".

## Utbredning och systematik
Fågeln är hemmahörande på Madagaskar, men har etablerat populationer på ett antal öar i Indiska Oceanen (Mauritius, Réunion, Chagosöarna, Seychellerna, Komorerna), men även på de sydatlantiska öarna Sankta Helena, Ascension och Tristan da Cunha samt i Bahrain i Mellanöstern. Den behandlas som monotypisk, det vill säga att den inte delas in i några underarter.

## Levnadssätt
Arten förekommer på hyggen, i gräsmarker och jordbruksområden, men inte i tät skog. Den lever huvudsakligen av frön, framför allt gräsfrön, och insekter, men även frukt, nektar, hushållsavfall och copra.

### Häckning
Utanför häckningssäsongen är arten flocklevande, men när häckningen närmar sig etablerar hanen revir, ungefär 30 meter i diameter. Fågeln har ett monogamt häckningsbeteende och hanen börjar bobygget i mitten av reviret innan han börjar hitta en partner. Boet är sfäriskt med en sidoingång och en liten entré. Boet tar ungefär åtta dagar att bygga och många överges om hanen misslyckas med att attrahera en partner.

## Status och hot
Arten har ett stort utbredningsområde och en stor population med stabil utveckling och tros inte vara utsatt för något substantiellt hot. Utifrån dessa kriterier kategoriserar internationella naturvårdsunionen IUCN arten som livskraftig (LC). Världspopulationen har inte uppskattats men den beskrivs som mycket vanlig.

## Rödfodyn och människan
På Madagaskar betraktas rödfodyn som ett skadedjur bland risodlingar.

## Namn
Det svenska namnet fody (liksom släktesnamnet Foudia och det engelska fody) kommer av det malagassiska namnet foudi eller fodi för fågeln. På svenska har arten även kallats madagaskarvävare eller särskrivet röd fody.

## Bilder

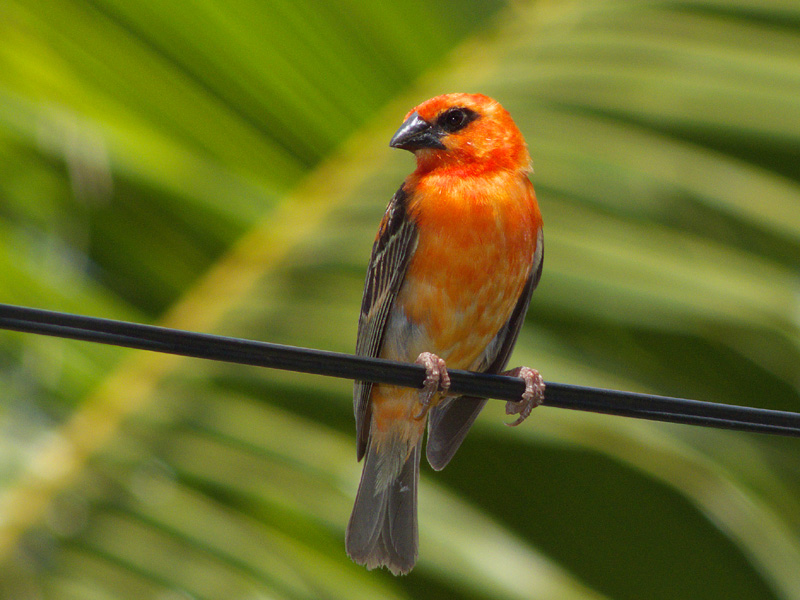
Hane
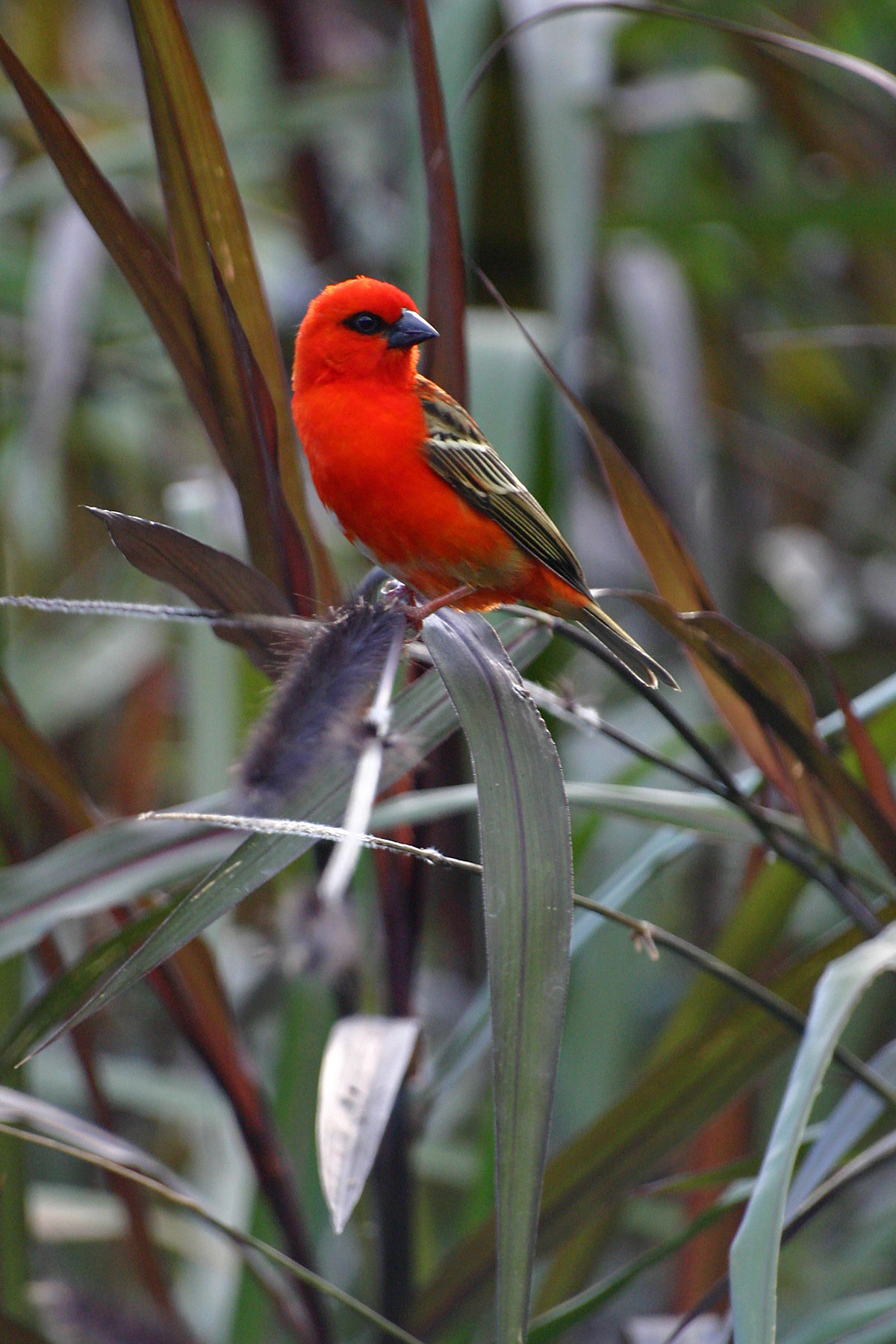
Hane
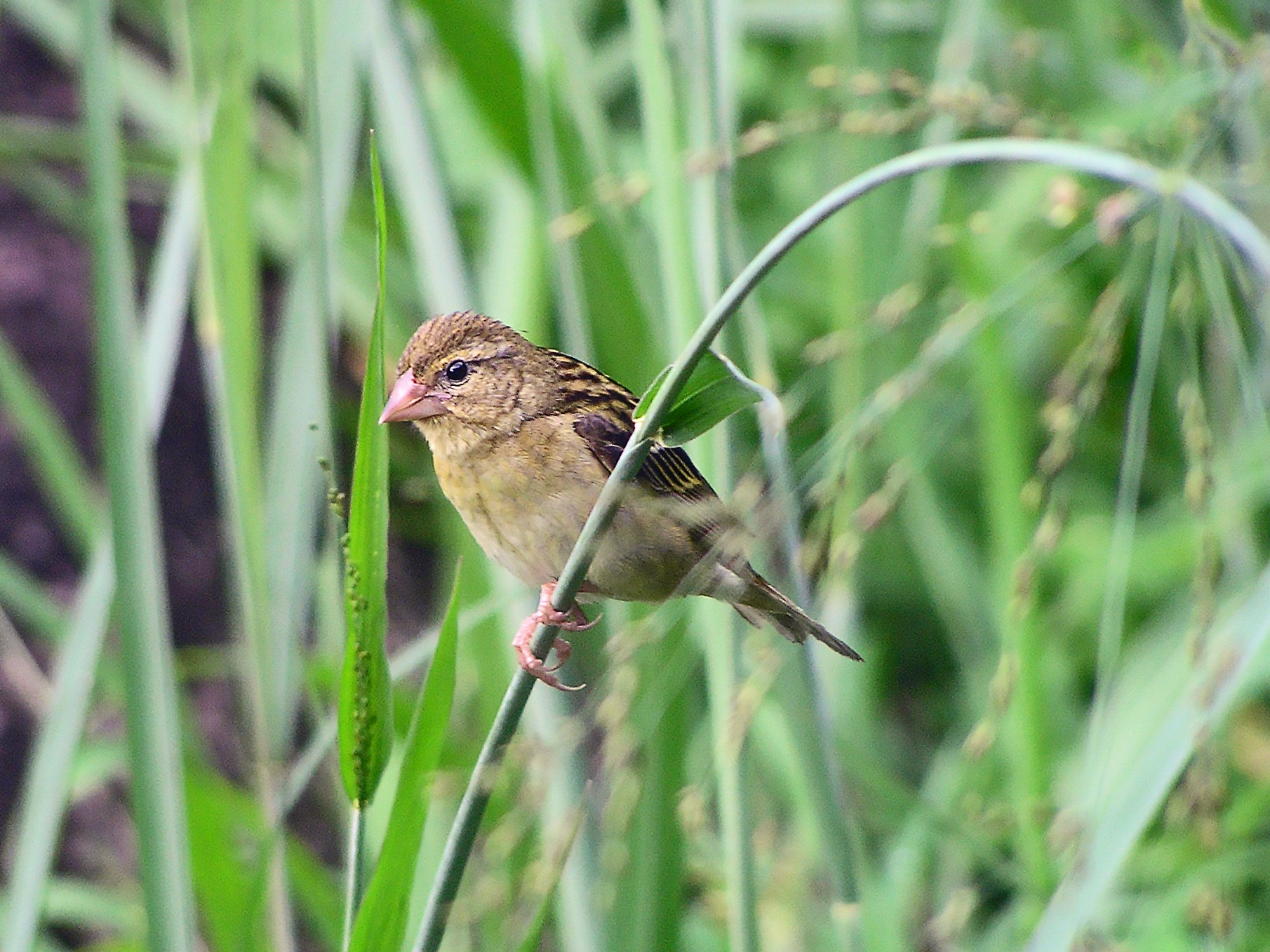
Adult hona
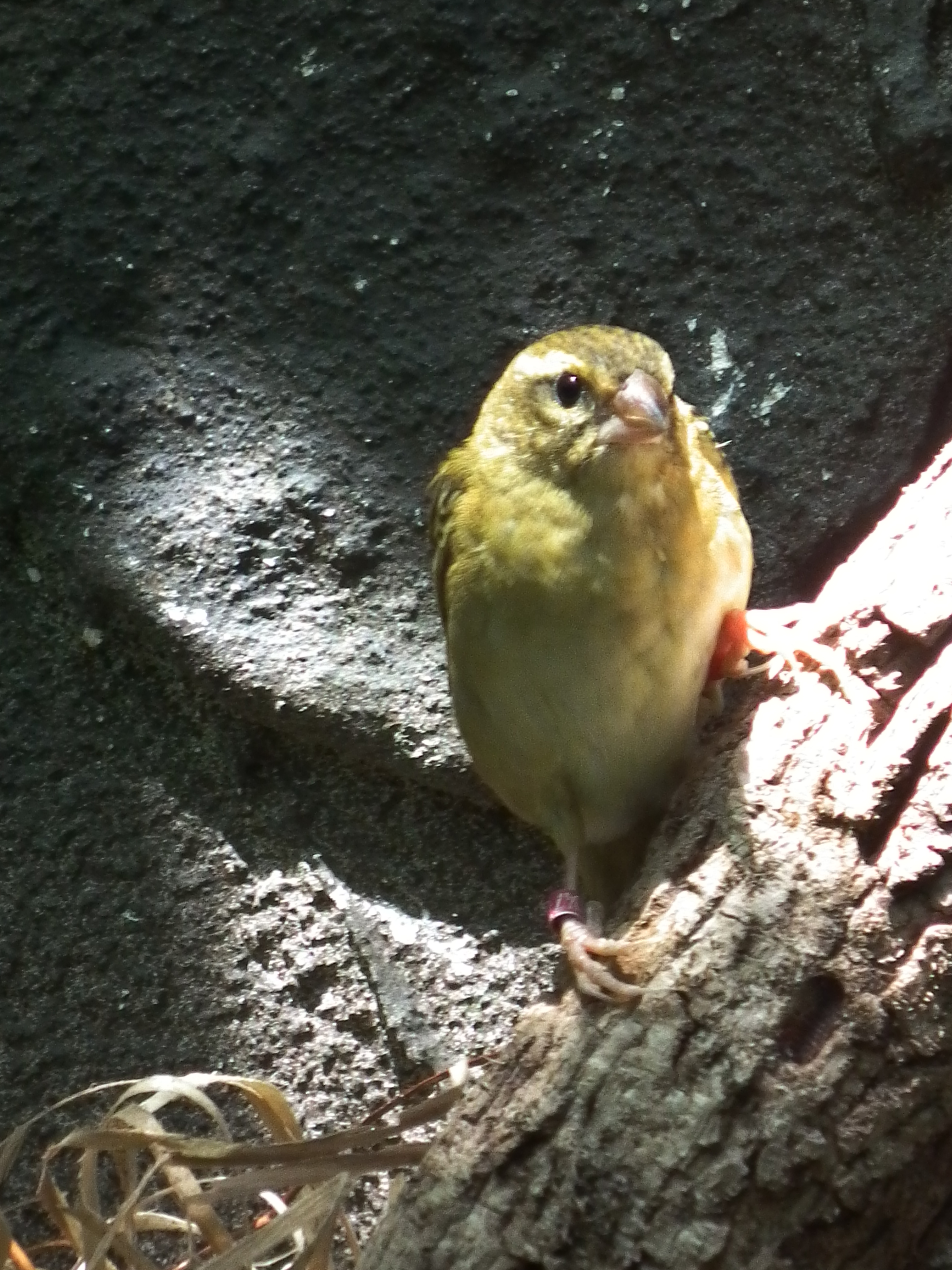
Adult hona
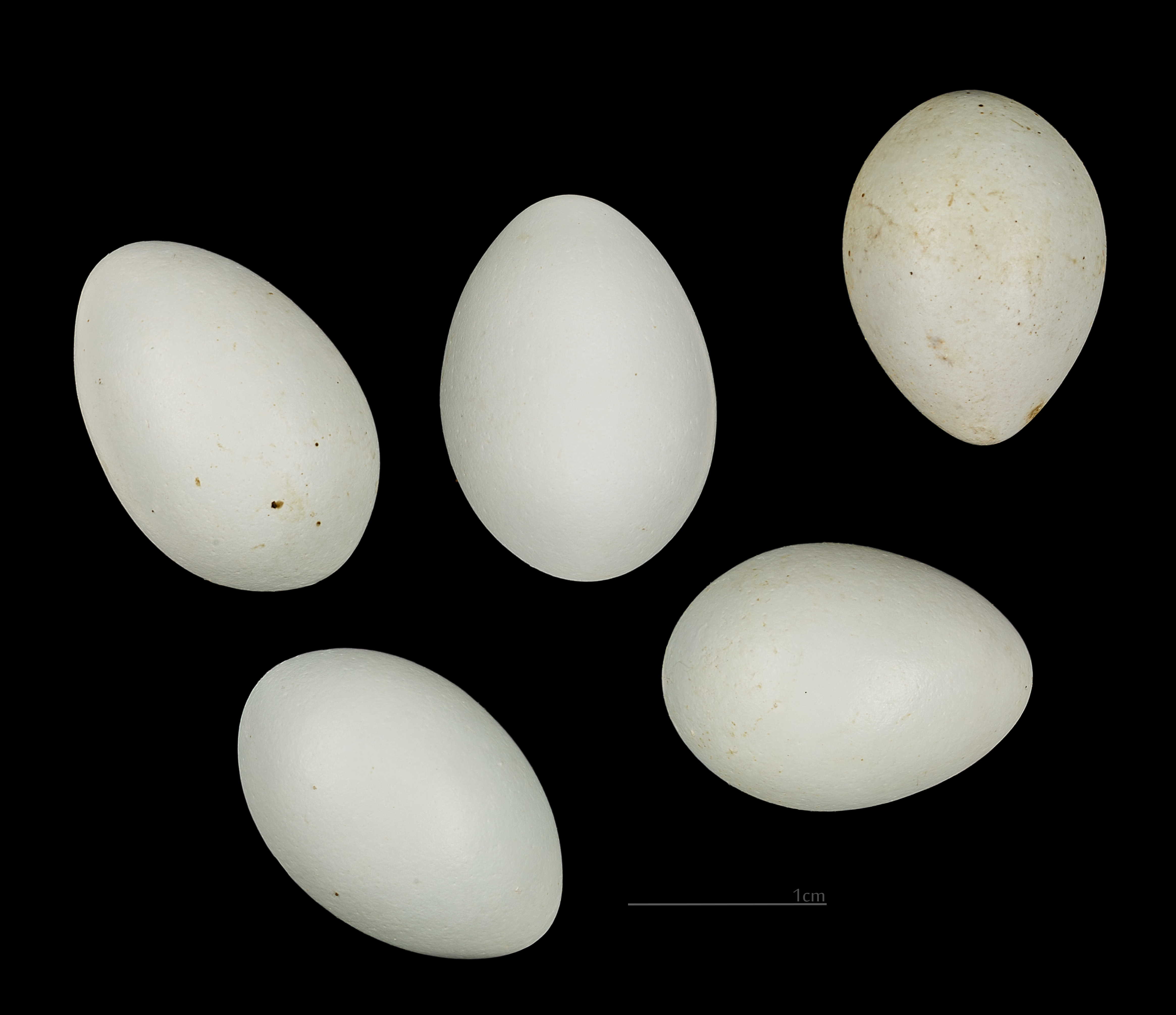
Ägg